# Surveillance Detection Unit
Unter Surveillance Detection Unit versteht man eine Organisation der Vereinigten Staaten, die mutmaßlich in Norwegen und anderen europäischen Ländern illegalen, geheimdienstlichen Aktivitäten nachgeht. Der Fernsehsender TV2 berichtete am 4. November 2010 erstmals von der Existenz des Netzwerks, das 2000 die Arbeit aufgenommen haben soll.

## Norwegen

### Mitglieder
Mitglieder der Organisation sollen mehrere führende norwegische Ex-Polizeibeamte und Militärangehörige sein. Sie soll aus 15 bis 20 Personen bestehen und Überwachungsaktionen durchgeführt haben.
Geleitet worden soll der Dienst von dem 71-jährigen Ex-Anti-Terror-Chef der Polizei, Olaf Johan Johansen, sein. Außerdem soll ein 63 Jahre alter früherer Abteilungsleiter der Osloer Polizei, sowie mehrere ranghohe Ex-Beamte der Kripo, des Militärs und der Zivilbereitschaft Mitglieder gewesen sein.

### Tätigkeit
Ziel ist die Verhinderung von terroristischen Anschlägen auf US-amerikanische Einrichtungen in Norwegen. So wurden einige hundert Personen, die sich in der Nähe von US-Einrichtungen aufgehalten hatten, detaillierte erfasst, fotografiert und gefilmt. Die Daten wurden anschließend über eine Datenbank (Security Incident Management Analysis System, SIMAS) der US-Botschaft zur Verfügung gestellt.

## Deutschland
Anfang November 2010 erklärte die Bundesregierung keine Kenntnis über Tätigkeiten der Organisation zu haben. Ende November bestätigte sie aber dann das Vorhandensein einer Einheit die für den Objektschutz der US-Botschaften zuständig ist. Ole Schröder, Staatssekretär für Inneres, zeigt wegen der Gefährdungslage Verständnis.

## Schweiz
Mitte Januar 2011 erklärten die Schweizer Behörden, dass sie prüften, ob die USA in Genf ein illegales Programm zur Erkennung von Observationen betrieben. Der Bundesrat hatte dies den Amerikanern im Jahr 2007 explizit untersagt, nachdem die US-Botschaft in Bern und die US-Mission in Genf in den Jahren 2006 und 2007 die Schweiz offiziell um eine Genehmigung für Observations-Erkennungs-Programme ersucht hatten.

## Reaktionen
Justizminister Knut Storberget kündigte eine Untersuchung der Ereignisse an und gab an, dass die norwegische Regierung von der Existenz beziehungsweise der Tätigkeit der Organisation keine Kenntnisse hat.
Außenminister Jonas Gahr Støre verlangte von den USA umfassende Auskünfte zu den Überwachungsaktivitäten und betonte von der US-Botschaft nicht ausreichend informiert worden zu sein. Es handle sich um eine ernste Angelegenheit.
Das State Department gab an, dass der Einsatz mit den norwegischen Behörden abgesprochen war. Der US-Botschaftssprecher bestätigte die Existenz von ähnlichen Diensten in mehreren Staaten seit längerer Zeit und begründete sie mit Angriffen auf US-Botschaften.